# Justice Hill
Justice Hill (Tulsa, Oklahoma, 14 de noviembre de 1997) es un jugador profesional estadounidense de fútbol americano que se desempeña en la posición de running back en Baltimore Ravens, equipo de la National Football League (NFL).

## Carrera
Fue seleccionado en la cuarta ronda en la Reunión Anual de Selección de Jugadores de la NFL de 2019. Hizo su debut profesional con el equipo Baltimore Ravens, donde lleva jugando cinco temporadas.